# エチオピア航空409便墜落事故
エチオピア航空409便墜落事故は2010年1月25日に発生した航空事故または事件である。エチオピア航空が運航する国際旅客便である409便が、レバノンの首都ベイルートのラフィク・ハリリ国際空港を発ってエチオピアのアディスアベバに向かう途上、レバノン沖の地中海上に墜落し、乗員乗客90名全員が死亡した。本事故はエチオピア航空としては1996年に起きたエチオピア航空961便ハイジャック墜落事件以来の墜落事故だった。墜落原因はパイロットエラーとする説と破壊工作による爆破とする説がある。

## 運航機材

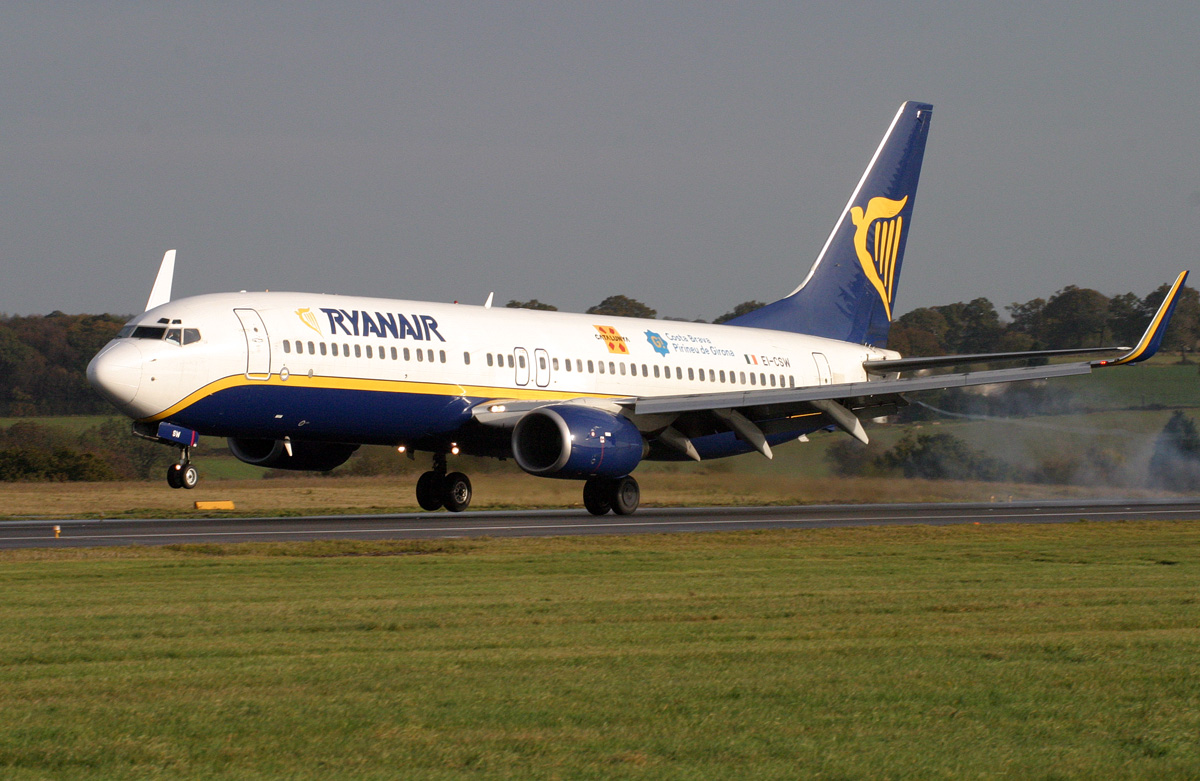
2006年に撮影された事故機（ライアンエアーでの運用中）

- 型式：ボーイング737-8AS[1]
- エンジン：CFM56-7B26 2基
- 機体記号：ET-ANB[1]
- 製造番号：29935[1]
- 機齢（事故当日）：8年7日

事故機は2002年1月18日に初飛行し、2002年2月4日にライアンエアーへ機体記号EI-CSWとして新規納品された。その後2009年4月にCITグループの手に渡り、2009年9月12日よりエチオピア航空にリースされた。同機は2009年12月25日に整備点検を実施しており、その際には何ら技術的問題は見つからなかった。

## 事故の概要
2010年1月25日、409便のボーイング737は乗員8名と乗客82名を乗せて悪天候の中をラフィク・ハリリ国際空港を離陸し、間もなく地中海に墜落した。METARの気象情報によれば当時は風速8ノット (15 km/h; 9 mph)、風向不定であり、空港周辺は雷雨だった。409便は離陸4～5分後に高度9,000フィート (2,700 m)まで上昇したのちにレーダーから消失した。沿海部の目撃情報によると炎上しつつ海に墜ちたという。409便のアディスアベバ到着予定時刻は現地時間の07:50(04:50 UTC)だった。

## 捜索と回収
事故の翌朝、レバノン当局は墜落現場をナーメ村沖3.5キロメートル (1.9 nmi)の地中海上と発表とした。以後、レバノン陸軍のシコルスキー S-61ヘリコプターとレバノン海軍、およびUNIFILの兵員が投入され生存者捜索に当った。またレバノン政府の要請に応じて米軍からミサイル駆逐艦ラメージ、海軍のP-3型機、サルベージ船1隻が捜索に参加した。仏海軍はブレゲー・アトランティック対潜哨戒機を投入した。UNIFILは艦艇3隻（ドイツの掃海艇「モーゼル」、トルコのブラク級コルベット「ボズカーダ」、他）とヘリコプター2機を現地に送った。他にもイギリス空軍とキプロス警察の航空隊からヘリコプターが参加した。
回収された遺体はDNA鑑定のためベイルートのラフィク・ハリリ大学病院に送られた。2月5日、米国から更にサルベージ船1隻が翌週に到着しブラックボックスの捜索に当る予定と発表された。2月6日、レバノン陸軍はナーメ村沖1.1海里 (2.0 km)の水深45メートルの海底で事故機の機尾を含む一部の残骸が発見されたと発表した。2月7日、レバノン陸軍の潜水夫が事故機のフライトデータレコーダー(FDR)を回収し、事故調査班に引き渡すためベイルートの海軍基地に送付した。犠牲者の遺体回収と身元特定は2月23日までに全て完了した。

## 調査
レバノン民間航空局が事故原因の調査に当り、米国国家運輸安全委員会(NTSB)とフランス航空事故調査局(BEA)およびボーイングがこれに協力した。レバノンの大統領ミシェル・スライマーンはテロの可能性は除外されたと述べた。409便をあのような荒天下で飛ばすべきではなかったとの批判に対し、レバノン情報相タレク・ミトリは空港の運用は通常通りだったと反論した。レバノン国土交通相ガジ・アリディと国防相イリアス・ムールによれば、409便の乗員は嵐を回避するよう管制が指示した針路変更に従わなかった。エチオピア航空は14人から成る調査班を現地に送り、米国もNTSBの専門家を派遣した。NTSBの調査班にはアメリカ連邦航空局とボーイング社の計3名が技術支援を提供した。2月4日、ナーメ沖約3キロメートル (1.6 nmi)、水深100メートルの海底からコクピットボイスレコーダー(CVR)が回収され、データ解析のためBEAに送付された。仏海軍の潜水夫4名が現地に派遣された。CVRは一部の記憶装置が欠落していたが、これは2月16日に回収されてBEAに引き渡された。
CVRが未発見の段階で、一部の航空専門家は悪天候だけで409便が墜ちた筈はないとして、何らかの技術的問題でエンジン火災を生じたのではないかと指摘している。
2012年1月17日、レバノン民間航空局は事故調査結果の最終報告書を公開した。それによると事故原因はパイロットエラーであり、409便は速度、高度、針路を誤ったという。乗員による操縦操作が不整合だったため同機は制御不能に陥った。乗員はクルー・リソース・マネジメント (Crew Resource Management; CRM) の基本原則を逸脱し、相互支援や異常の発声確認を怠ったため、同機の飛行経路や挙動を適時に修正できなかった。
しかしながら、同日、エチオピア航空はこれに反駁し、レバノン当局の調査過程と報告書内容は偏向しているとして、機上で爆発があったと確信していると表明した。この根拠としては「火の玉が海に墜ちるのを見た」との目撃証言やCCTVの録画、および乗客や荷物についての調査結果が欠落していることなどがある。エチオピア航空は次のように説明しパイロットエラー説を否定している。
ウィキリークスに漏出したストラトフォー社の報告書と電子メールによれば、ヒズボラの幹部数名が409便に搭乗する予定があり、ハサン・ナスルッラーフを含めヒズボラ指導部は409便の墜落をイスラエルのモサドによる破壊工作の結果だと確信しているという。
ただし、残骸からは炎上した痕跡が見つかっておらず、目撃された爆発は落雷の見間違いである可能性が指摘されている。

## 乗客と乗員
エチオピア航空が発表した犠牲者の国籍は次の通り:
| 国籍       | 乗客 | 乗員 | 合計 |
| ---------- | ---- | ---- | ---- |
| レバノン   | 51   | 0    | 51   |
| エチオピア | 23   | 8    | 31   |
| イギリス   | 2    | 0    | 2    |
| カナダ     | 1    | 0    | 1    |
| フランス   | 1    | 0    | 1    |
| イラク     | 1    | 0    | 1    |
| ロシア     | 1    | 0    | 1    |
| シリア     | 1    | 0    | 1    |
| トルコ     | 1    | 0    | 1    |
| 合計       | 82   | 8    | 90   |

犠牲者の中にはベイルートに駐在するフランス大使の妻マーラ・サンチェ・ピートンがいた。

## 事件後
2010年2月14日、アディスアベバのエチオピア航空社屋で犠牲者の追悼式典が開かれた。

## 本事故を扱った作品
- メーデー!:航空機事故の真実と真相 第10シーズン（オリジナルでは第12シーズン）第11話「HEADING TO DISASTER」： 作中ではレバノン当局の最終報告に依拠して事故を再現している。